# ティール鉱
ティール鉱(Teallite)は、スズと鉛の硫化鉱物で、組成はPbSnS2である。熱水脈で生成し、スズの鉱石として採鉱されることもある。柔らかい銀灰色の雲母様平板を形成し、斜方晶系に結晶化する。モース硬度は1.5-2で、比重は6.4である。
ティール鉱は、1904年に模式地であるボリビアのサンタローザで発見されたものが最初に記載された。イギリスの地質学者ジェスロ・ティールの名前に因んで命名された。